# Pentax K-x
Pentax K-x è una fotocamera digitale DSLR annunciata il 16 settembre 2009. Il corpo è basato su quello della K-m. Il sensore (CMOS) ha una risoluzione di 12,4 megapixel (è lo stesso sensore di Nikon D5000 prodotto dalla Sony), autofocus ad 11 punti, Live View e video in HD 720p. Risulta più leggera rispetto alle altre reflex digitali di Pentax, ed è commercializzata con un'ottica 18-55mm DA-L. Oltre al classico colore nero è stata prodotta nei colori: argento, blu, rosso, fucsia, bianco, rosa metallizzato, verde smeraldo metallizzato, cioccolato, verde oliva, marrone metallizzato e beige. È uscita di produzione alla fine del primo quadrimestre del 2011, Pentax stava già producendo la Pentax K-r che per caratteristiche e per fascia di prezzo potrebbe essere considerata l'evoluzione della K-x.

## Caratteristiche principali
Tra le caratteristiche salienti di questa fotocamera troviamo:
- sensore CMOS da 12,4 megapixel
- sensibilità ISO compresa tra un minimo di 100 e un massimo di 12800
- display LCD da 2,7 pollici
- registrazione video in HD 720p
- alimentazione pile stilo AA ricaricabili e non